# Елісон Мішалка

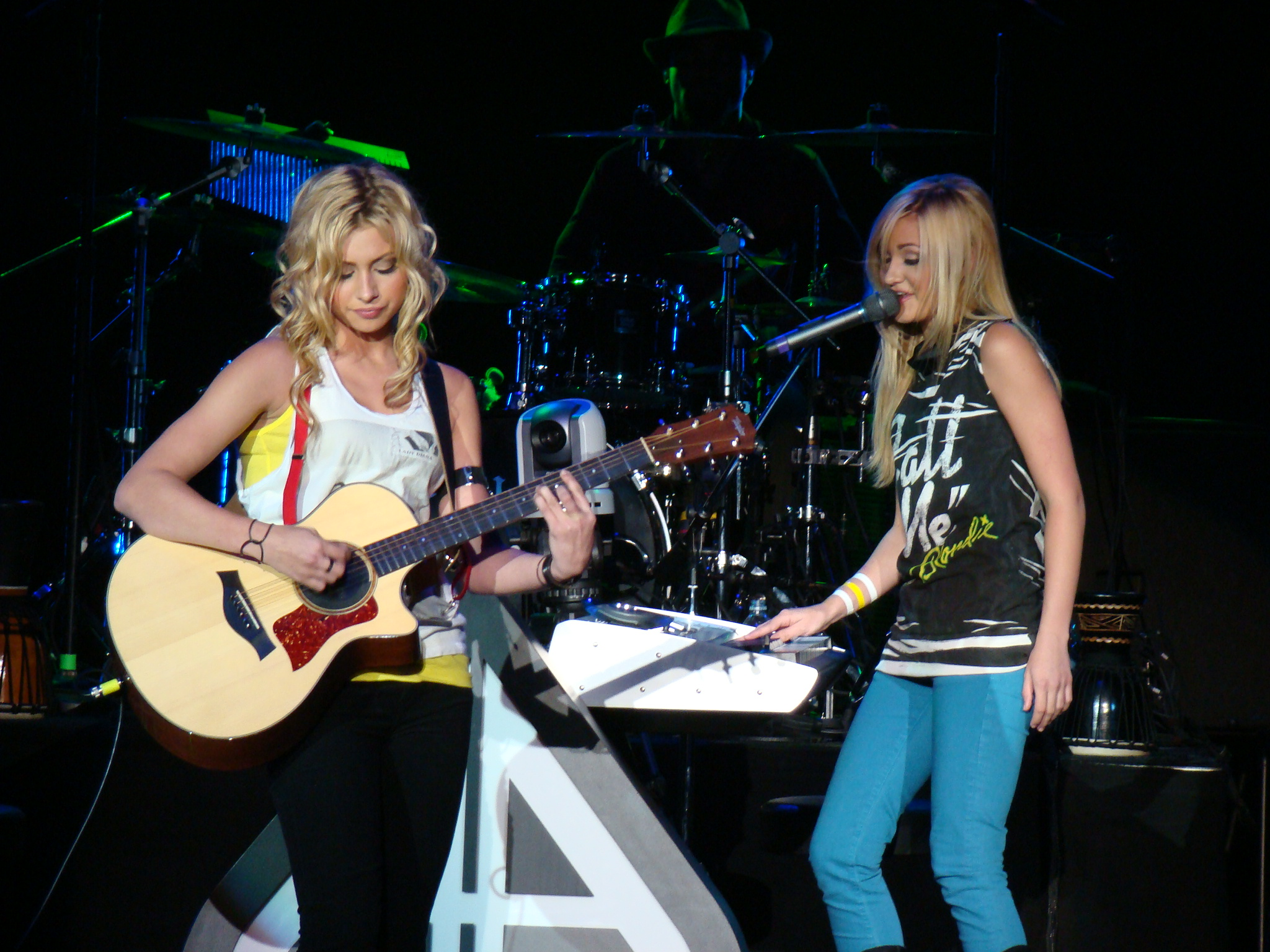
Елісон та ЕйДжі Мічалка

Елісон Рене Мішалка (англ. Alyson Renae Michalka, /miːˈʃɑːkə/ mee-SHAH-kə) (нар. 25 березня 1989, Торренс, Каліфорнія, США) — американська акторка, авторка пісень, співачка та піаністка. Вона має не тільки американське, але й ацтекське та індійське походження. Перед усім вона стала відомою за роллю Кілі Теслоу в оригінальному серіалі Disney Channel «Філ з майбутнього» та Тейлор Келлам в оригінальному фільмі Disney Channel «Красуні в молоці». Вона також відома, як учасниця дуету Aly & AJ з її сестрою Амандою Мішалка.

## Раннє життя
Мішалка народилася в Торренсі, штат Каліфорнія, і є старшою сестрою актриси й музикантки Аманди Мішалки. Марк, володіє підрядною компанією, а мати, Керрі, — музикантка, виступала з християнським рок-гуртом «JC Band». Її батьки розлучені.
Мішалка грає на фортепіано з п'яти років, а на гітарі почала грати у віці 13 років. Вона почала грати, коли їй було п'ять років, у церковних постановках, які її сім'я відвідувала за межами Сіетла, штат Вашингтон, і Таузанд-Оакс, штат Каліфорнія. Вона була вихована як християнка.

## Кар'єра

### Акторська діяльність
У 2004 році Мішалка отримала роль Кілі Теслоу у фільмі «Філ з майбутнього» на каналі Disney Channel. Прем'єра серіалу відбулася 18 червня 2004 року. У серпні 2006 року канал Disney закрив серіал після двох сезонів. Вона також знялася в оригінальному фільмі каналу Disney «Повір у диво» і з'явилася в телевізійному фільмі «Красуні в молоці» разом зі своєю сестрою. Мішалка та її сестра знімалися в кількох проектах, які продюсували Disney Channel та MTV. У 2007 році вони з'явилися у фільмі MTV «Солодкі 16: Фільм» за мотивами серіалу MTV «Мої суперсолодкі 16». У серпні 2009 року вона зіграла одну з головних ролей у фільмі Walden Media «Бендслем». У квітні 2010 року телеканал The CW оголосив, що Мішалка отримала головну роль Марті Перкінс у драматичному серіалі «Пекельна підтримка». Попри успішну прем'єру, рейтинги впали, і в травні 2011 року телеканал The CW оголосив, що серіал не буде продовжено на другий сезон. У 2011 році Мішалка з'явилася у гостьовій ролі в серіалі «Місце злочину: Нью-Йорк». У 2010 та 2011 роках Мішалка зіграла ролі другого плану у фільмах «Легковажна Я» та «Сусідка по кімнаті». У 2013 році Мішалка знялася в незалежному драматичному фільмі «Божевільний вид кохання» разом з Євою Лонгорією, Вірджинією Медсен та Амандою Крю.
У 2013 році Мішалка взяла участь у багатосерійній ролі в ситкомі «Два з половиною чоловіки». У липні 2014 року вона разом із сестрою зняла незалежну драму «Weepah — шлях зараз» у Лорел-Каньйоні, Каліфорнія; Мішалка також брала участь у кастингу та продюсуванні цього фільму. Фільм був написаний і знятий її чоловіком, Стівеном Рінгером, а прем'єра відбулася на кінофестивалі в Лос-Анджелесі 16 червня 2015 року. Мішалка зіграла епізодичну роль у серіалі «Я — зомбі» на каналі CW у першому та другому сезонах, а в третьому сезоні стала постійною частиною акторського складу. 19 квітня 2016 року вона була оголошена однією з учасниць акторського складу комедійного фільму «Сім'я Лір», адаптації за мотивами п'єси Шекспіра «Король Лір».

### Музика
Мішалка та її сестра AJ заснували музичний дует Aly & AJ у 2004 році. Вони випустили свій перший альбом «Into the Rush» 16 серпня 2005 року. У вересні 2006 року вони випустили святковий альбом «Acoustic Hearts of Winter», до якого увійшли кавери та дві оригінальні пісні. У липні 2007 року вийшов їхній третій альбом, «Insomniatic», з синглом «Potential Breakup Song», що увійшов до топ-20 хіт-параду Billboard. Дует змінив назву на «78violet» і мав випустити четвертий альбом на початку 2010 року, але проект так і не був реалізований після їхнього розриву з лейблом «Hollywood Records». Кілька років по тому, влітку 2013 року, вони повернулися з новою музикою, випустивши свій перший сингл «Hothouse» 8 липня 2013 року. У грудні 2015 року вони підтвердили, що повернулися до своєї первісної назви «Aly & AJ». У квітні 2016 року вони підтвердили плани випустити нову музику для майбутнього студійного альбому. 2 червня 2017 року вони анонсували новий сингл під назвою «Take Me». Вона стала лід-синглом з їхнього міні-альбому, реліз якого був запланований на 14 липня 2017 року. 7 травня 2021 року вони випустили «A Touch of the Beat Gets You Up on Your Feet Gets You Out and Then Into the Sun».

## Особисте життя
У 2012 році Мішалка почала зустрічатися з незалежним кінопродюсером Стівеном Рінгером, з яким познайомилася на зйомках фільму «Національний парк Секвоя». Пара заручилася у Біґ-Сур, штат Каліфорнія, у липні 2014 року. Вони одружилися в Портофіно, Італія, 6 червня 2015 року. Мішалка народила сина 21 квітня 2024 року.

## Фільмографія
| Рік       |    | Українська назва                              | Оригінальна назва                       | Роль                     |
| --------- | -- | --------------------------------------------- | --------------------------------------- | ------------------------ |
| 2004—2006 | с  | Філ з майбутнього                             | Phil of the Future                      | Кілі Теслоу              |
| 2005      | тф | Повір у диво                                  | Now You See It...                       | Еллісон Міллер           |
| 2006      | тф | Красуня в молоці                              | Cow Belles                              | Тейлор Каллум            |
| 2006      | тф |                                               | Haversham Hall                          | Гоуп Мейсон              |
| 2007      | тф | Солодкі 16: Фільм                             | Super Sweet 16: The Movie               | Тейлор Тіара             |
| 2009      | ф  | Бендслем                                      | Bandslam                                | Шарлотта Бенкс           |
| 2010      | ф  | Легковажна Я                                  | Easy A                                  | Ріаннон Абернаті         |
| 2010—2011 | с  | Пекельна підтримка                            | Hellcats                                | Марті Перкінс            |
| 2011      | ф  | Сусідка по кімнаті                            | The Roommate                            | Трейсі Лонг              |
| 2011      | с  | Місце злочину: Нью-Йорк                       | CSI: NY                                 | Міранда Бек              |
| 2012      | с  | Найкраща охорона                              | Breaking In                             | Гізер Янг                |
| 2013      | ф  | Божевільний вид кохання                       | Crazy Kind of Love                      | Джанін Бош               |
| 2013      | ф  | Однокласники 2                                | Grown Ups 2                             | дівчина в бікіні Саванна |
| 2013—2014 | с  | Два з половиною чоловіки                      | Two and a Half Men                      | Брук                     |
| 2014      | ф  | Національний парк Секвоя                      | Sequoia                                 | Рейлі МакҐрейді          |
| 2014      | с  | Управління гнівом                             | Anger Management                        | Лорен                    |
| 2015      | ф  | Weepah — шлях зараз                           | Weepah Way for Now                      | Ель                      |
| 2015      | тф |                                               | Chevy                                   | Моллі                    |
| 2015—2019 | с  | Я — зомбі                                     | iZombie                                 | Пейтон Чарльз            |
| 2016      | с  | Мотив                                         | Motive                                  | Хлоя Вілсон              |
| 2017      | ф  | Сім'я Лір                                     | The Lears                               | Ріган Лір                |
| 2017—2019 | с  | Райан Хансен розкриває злочини на телебаченні | Ryan Hansen Solves Crimes on Television | Емі                      |
| 2017—2021 | с  | МакГайвер                                     | MacGyver                                | Френкі                   |
| 2021      | тф | Бухта морських їжаків                         | Sand Dollar Cove                        | Еллі                     |
| 2022      | с  | Хороший лікар                                 | The Good Doctor                         | Лексі Данн               |

## Дискографія
| Рік  | Пісня                     | Фільм (або альбом)                          |
| ---- | ------------------------- | ------------------------------------------- |
| 2009 | «Amphetamine»             | Бендслем                                    |
| 2009 | «I Want You to Want Me»   | Бендслем                                    |
| 2009 | «Someone to Fall Back On» | Бендслем                                    |
| 2010 | «Brand New Day»           | Hellcats (Music from the Television Series) |
| 2010 | «Belong Here»             | Hellcats (Music from the Television Series) |

## Нагороди та номінації
| Рік  | Нагорода              | Категорія                                                                              | Номінант                           | Результат |
| ---- | --------------------- | -------------------------------------------------------------------------------------- | ---------------------------------- | --------- |
| 2005 | Молодий актор         | Найкраща виконання у телесеріалі (комедія або драма) — молода акторка у головній ролі  | Філ з майбутнього                  | Номінація |
| 2006 | American Music Awards | Улюблений сучасний надихаючий артист                                                   | Into the Rush                      | Номінація |
| 2011 | Teen Choice Awards    | Choice TV: Затьмарювачка серед жінок                                                   | Легковажна Я та Сусідка по кімнаті | Номінація |
| 2015 | Кінофестиваль у Напі  | Спеціальна відзнака журі — Акторська робота в лаунж-фільмі (спільно з Амандою Мішалка) | Weepah — шлях зараз                | Перемога  |